# Breathin
«Breathin» (estilizado en minúsculas como «breathin») es una canción interpretada por la cantante y compositora estadounidense Ariana Grande, incluida como la novena canción de su cuarto álbum de estudio, Sweetener (2018). «Breathin» impactó la contemporary hit radio de los Estados Unidos en septiembre de 2018.
Fue escrita por Grande, Ilya Salmanzadeh, Peter Svensson, Savan Kotecha y producida por Salmanzadeh. Líricamente, es una canción pop-house con influencias de la música disco que habla sobre la ansiedad y el estrés. La canción obtuvo un buen recibimiento comercial desde el lanzamiento del álbum logrando posicionarse en el número dos de la lista mundial de iTunes y se posicionó en el puesto número uno en iTunes de 13 países. Asimismo, debutó en el puesto número 8 de la lista UK Singles Chart de Reino Unido, logrando esto sin ser un sencillo de Sweetener. El 10 de octubre de 2018, Grande público un video promocional de la canción protagonizado por su cerdita mascota, lanzando la canción como el tercer sencillo oficial del álbum. Finalmente lanzó el video oficial de la canción el 7 de noviembre, esta vez protagonizado por ella.

## Antecedentes
En julio de 2016, Grande comenzó las sesiones de grabación para lo que sería su próximo álbum de estudio. El productor principal del álbum era ya desde el principio el estadounidense Pharrell Williams. El álbum inicialmente tendría un mensaje algo superficial y poco profundo. Sin embargo, el álbum tomó un giro de 180 grados cuando, en mayo de 2017, Grande fue víctima del Atentado de Mánchester de 2017, un atentado terrorista perpetrado por Estado Islámico a las afueras del Manchester Arena; recinto donde la cantante actuaba como parte de su tercera gira de conciertos Dangerous Woman Tour. El atentado causó la muerte de 22 de sus fanáticos así como varias heridas en más de 800 asistentes al evento. Tras ser celebrado el concierto benéfico One Love Manchester en junio de 2017 en respuesta al atentado y el fin de la etapa europea de la gira, Grande volvió al estudio de grabación, en este caso el Wolf Cousins Studio, propiedad de Max Martin, en Estocolmo. Aún embarcada en el tour, Grande comenzó a sufrir ataques de pánico y/o ansiedad debido al trauma que el atentado le había causado. El Dangerous Woman Tour finalizó en septiembre de 2017 en Hong Kong. A pesar de ya no estar sobre un escenario, la cantante siguió sufriendo de fuertes golpes de ansiedad además de tener que batallar con el trastorno de estrés postraumático. Ella misma comentó: "sentía como que flotaba durante aproximadamente tres meses el pasado año pero no en el buen sentido. Como si estuviera fuera de mi cuerpo. Fue muy aterrador".
El título de la canción apareció por primera vez en una escena del video musical de "No Tears Left to Cry", lanzado el 20 de abril de 2018, en él se mostraba una lista corta de canciones del cuarto álbum de Grande, aunque no en orden.
El 17 de junio de 2018, Grande explicó vía Twitter el mensaje detrás de "Breathin" el cual, según ella, es sobre la ansiedad que sufrió a causa de la pérdida de dichos fanes ingleses en el atentado. "¿Sabes ese sentimiento donde no puedes respirar del todo? Es como la peor sensación del mundo. Pues básicamente hicimos una canción pop sobre eso". El 19 de julio, Grande desveló la lista de canciones que confeccionarían Sweetener. Tres títulos de los quince que confeccionaban el álbum habían sido modificados entre ellos "Breathin" el cual anteriormente había sido bautizado como "Breathing". El 24 de agosto fue subido a YouTube el audio del tema.

## Recepción

### Comercial
A pesar de no ser un sencillo oficial de Sweetener, "Breathin" fue reproducido más de 4,08 millones de veces en la plataforma Spotify a nivel global en las primeras 24 horas desde su estreno siendo la cuadragésima tercera canción más escuchada del día. Más de 1,65 millones de esas 4,08 millones de reproducciones proveían de los Estados Unidos alcanzando la tercera posición en el listado mundial de dicha plataforma así como la cuarta en la lista estadounidense de las canciones más populares del 17 de agosto. Dos días después "Breathin" alcanzó la primera posición en la lista de iTunes en EE. UU. "Breathin" debutó en la octava posición en las listas de éxitos de Australia y Reino Unido. En Irlanda, "Breathin" se posicionó en la quinta posición de la lista de éxitos de IRMA.

## Video musical
El 23 de agosto, Grande publicó un video/audio de la canción en su canal de YouTube. El 10 de octubre fue también fue publicado en el canal de Grande un video de su cerdita mascota con la canción de fondo.
Finalmente el 7 de noviembre Grande publicó el video oficial de "Breathin" en la mencionada plataforma, este fue dirigido por la Hannah Lux Davis quien anteriormente ha dirigido videos musicales de Grande como "Side to Side", "Focus", entre otros.
El vídeo inicia con Grande detrás de una densa cortina de niebla blanca mirando hacia la cámara mientras se escucha al fondo un off de voz de su difunto abuelo de manera que puede escucharse a la inversa. Continúa con Grande sentada en la barra de un bar mientras canta el primer verso de la canción y las luces del lugar se encienden y se toca la cabeza con ambas manos. Las escenas del bar y la neblina blanca son intercaladas durante el puente de la canción, la cantante se levanta de su asiento y se dirige hacia una estación de trenes mientras personas a su alrededor se mueven de manera rápida como si el tiempo pasara en un lapso muy corto. Después vemos a Grande cantando sentada sobre una pila de maletas iluminada por una luz blanca que llega del techo de la estación de trenes. Cuando la escena cambia vemos cómo camina por la estación dando vueltas y cantando los versos de la canción mientras que en la tabla de abordaje podemos ver brevemente los títulos de las canciones del álbum "Thank U, Next". En las siguientes escenas se ve a Ariana recostada en el suelo de la estación mientras las personas pasan velozmente, la neblina que se hace menos densa y desaparece alrededor de la cantante y una escena donde vemos cómo una nube de tormenta cubre el rostro de Ariana dejando ver solo sus labios.
En la escena final se ve a Ariana columpiándose de una gran nube alrededor de otras varias dando a entender que al final venció esa neblina blanca y llegó a la superficie superando su ansiedad.

## Presentaciones en vivo
La canción fue interpretada en vivo por primera vez el 20 de agosto de 2018 en el Irving Plaza de la ciudad de Nueva York en el primer concierto de la primera gira promocional de Grande, The Sweetener Sessions. La canción fue añadida al repertorio de dicha gira que finalizó el 4 de septiembre en Londres.
El 7 de noviembre, Grande se presentó en El Show de Ellen DeGeneres para interpretar el sencillo «Thank U, Next» al igual que presentó «Breathin».

## Posicionamiento en listas
| Listas (2018)                                        | Mejor posición |
| ---------------------------------------------------- | -------------- |
| Argentina (Argentina Hot 100)                        | 100            |
| Alemania (Official German Charts)                    | 35             |
| Australia (ARIA)                                     | 8              |
| Austria (Ö3 Austria Top 40)                          | 19             |
| Canadá (Canadian Hot 100)                            | 16             |
| Canadá Hot Digital Songs Sales (Billboard)           | 5              |
| Dinamarca (Tracklisten)                              | 22             |
| España (Top 100 Canciones)                           | 45             |
| Estados Unidos (Billboard Hot 100)                   | 12             |
| Estados Unidos On-Demand Streaming Songs (Billboard) | 6              |
| Estados Unidos Streaming Songs (Billboard)           | 13             |
| Finlandia (OFC)                                      | 15             |
| Irlanda (IRMA)                                       | 5              |
| Italia (FIMI)                                        | 33             |
| Malasia (RIM)                                        | 11             |
| Noruega (VG-lista)                                   | 18             |
| Nueva Zelanda (Recorded Music NZ)                    | 11             |
| Países Bajos (Mega Single Top 100)                   | 23             |
| Reino Unido (UK Singles Chart)                       | 8              |
| República Checa (Rádio Top 100)                      | 7              |
| Suecia (Sverigetopplistan)                           | 13             |
| Suiza(Schweizer Hitparade)                           | 14             |

## Certificaciones
| País (Organismo certificador) | Certificación | Ventas certificadas | Ref.   |
| ----------------------------- | ------------- | ------------------- | ------ |
| Canadá (MC)                   | Platino       | 80,000              | [ 46 ] |
| Nueva Zelanda (RMNZ)          | Oro           | 15,000              |        |
| Reino Unido (BPI)             | Plata         | 200,000             |        |

## Historial de lanzamiento
| Región         | Fecha                    | Formato                      | Discográfica           | Ref.   |
| -------------- | ------------------------ | ---------------------------- | ---------------------- | ------ |
| Mundo          | 17 de agosto de 2018     | Descarga digital · Streaming | Republic Records       |        |
| Estados Unidos | 18 de septiembre de 2018 | Contemporary hit radio       | Republic Records       | [ 47 ] |
| Italia         | 21 de septiembre de 2018 | Contemporary hit radio       | Universal Music Italia | [ 48 ] |
| Estados Unidos | 24 de septiembre de 2018 | Hot adult contemporary       | Republic Records       | [ 49 ] |